# Steve Winwood

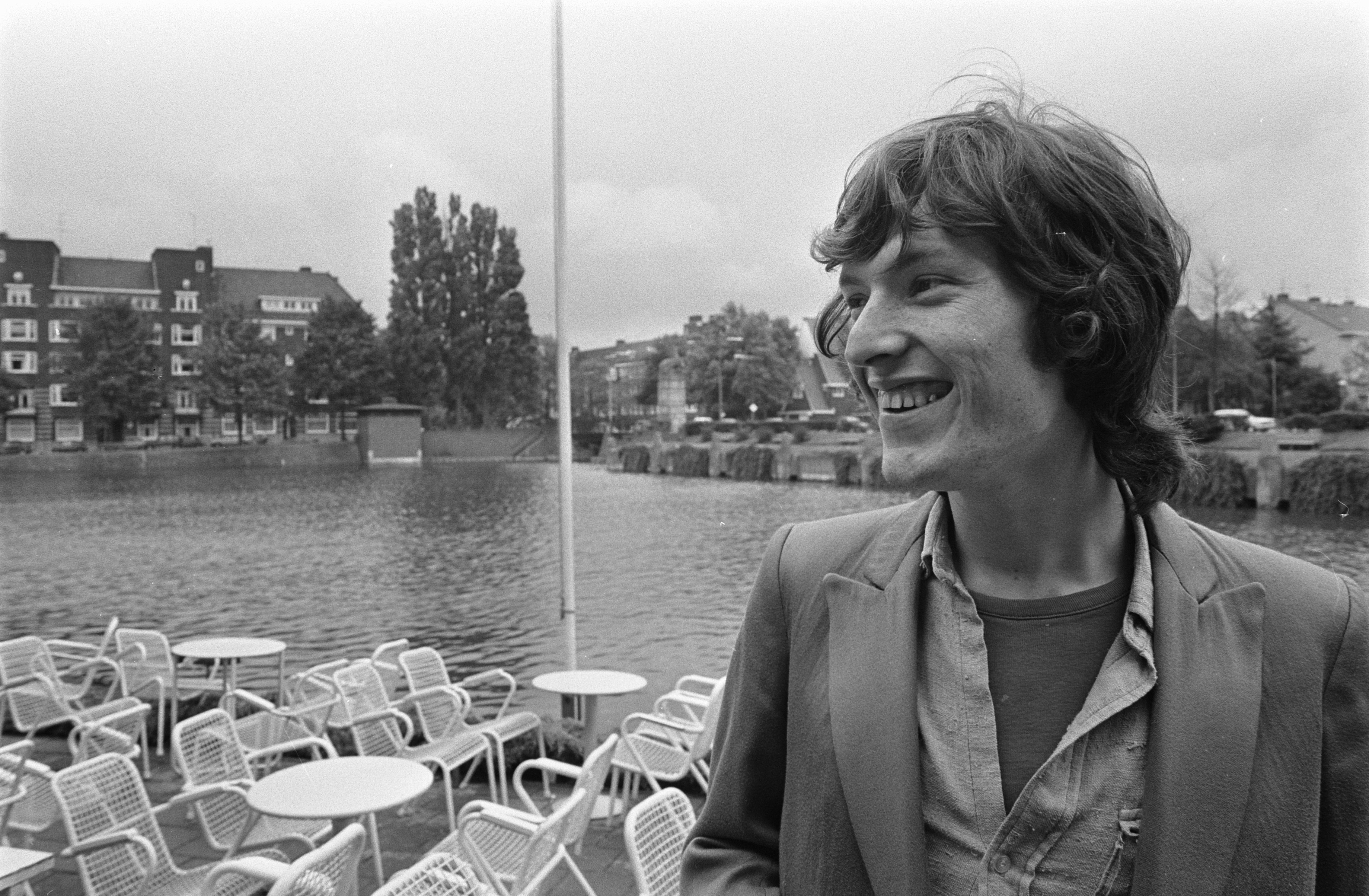
Winwood in Amsterdam (1970)

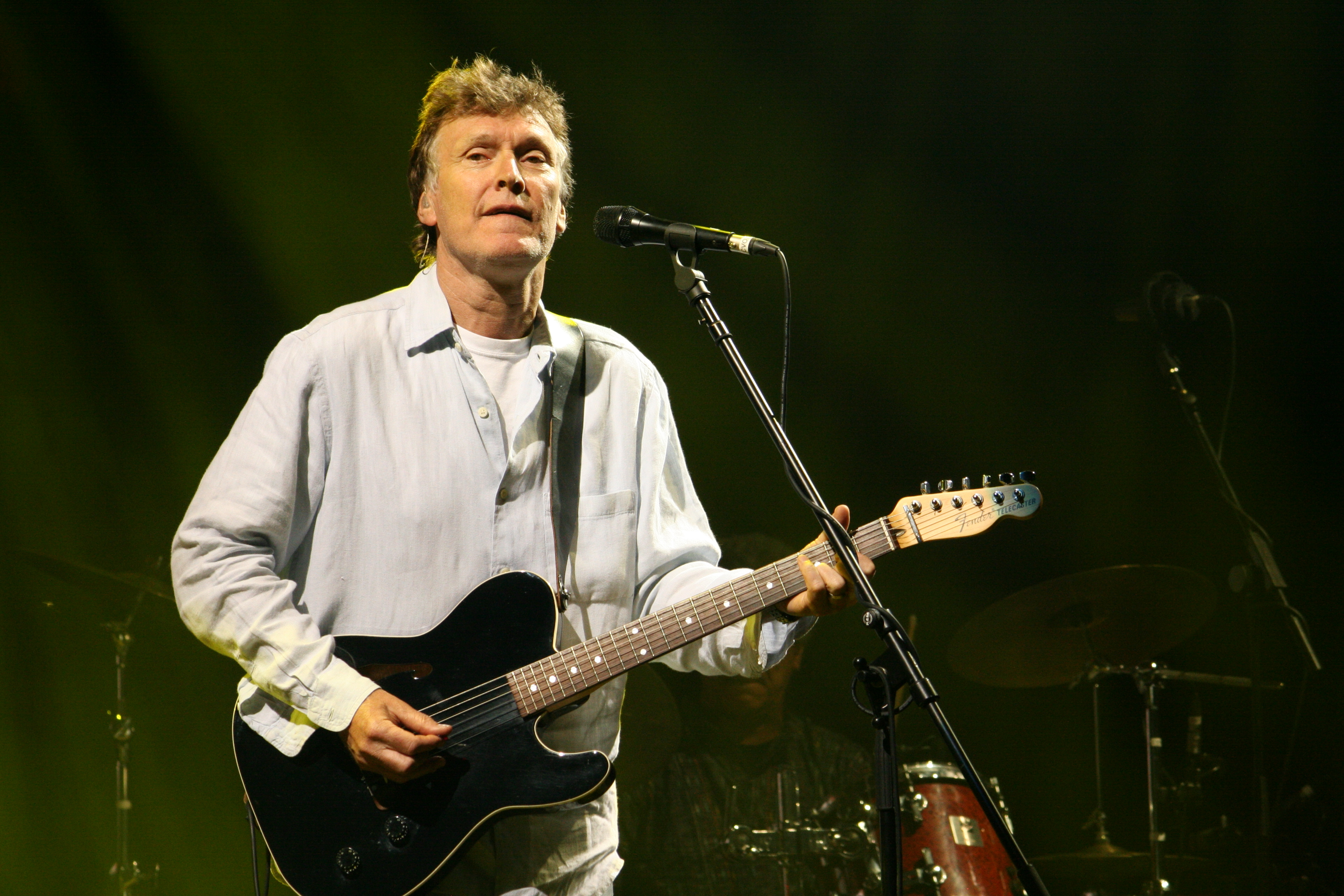
Steve Winwood tijdens een optreden op 13 augustus 2009

Stephen Lawrence Winwood (Birmingham, 12 mei 1948) is een Brits muzikant die vooral bekend werd om zijn spel op het hammondorgel. Daarnaast is hij gitarist en zanger.

## Biografie

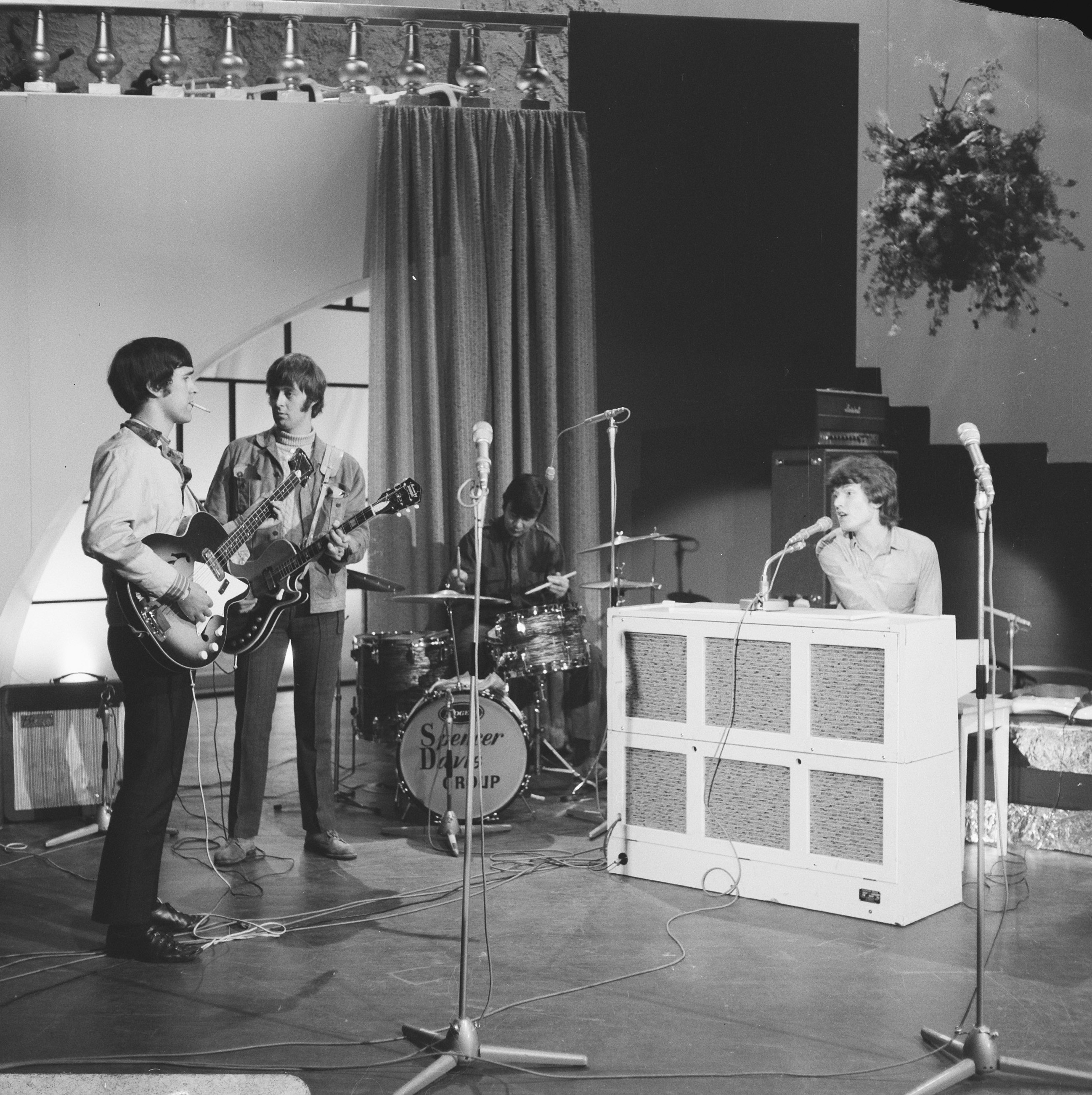
Winwood met de Spencer Davis Group (Amsterdam, 1966)

Winwood werd geboren in Birmingham en was al vroeg actief in de rhythm-and-blues-scene in die plaats. Hij begeleidde bluesgrootheden als Muddy Waters en John Lee Hooker op hun Britse tournees en zou Jimi Hendrix hebben leren improviseren. Op diens album Electric Ladyland is Winwood te horen in de bluesversie van Voodoo Child.
Winwood werd op zijn vijftiende lid van The Spencer Davis Group, die hits had als "Keep On Runnin", "Gimme Some Lovin" en "I'm a Man". In 1967 richtte hij met Chris Wood, Jim Capaldi en Dave Mason de band Traffic op. In 1969 maakte Winwood deel uit van de groep Blind Faith, die echter geen lang leven was beschoren. In 1970 speelde hij korte tijd bij Airforce  van Ginger Baker. Vervolgens kwam Traffic weer bij elkaar en werd het album John Barleycorn Must Die opgenomen.
Na artistieke meningsverschillen viel Traffic uit elkaar. Winwood nam in 1977 zijn eerste soloalbum op. Daarna volgden Arc Of A Diver (1980), Talking Back To The Night (1982) en Back In The High Life (1986).
Andere albums: Roll With It, Refugees Of The Heart, Far From Home (met Jim Capaldi onder de naam Traffic), Junction Seven, About Time (2003), Nine Lives (2008).
In 2004 was Winwood onderdeel van een grote househit. Zijn plaat Valerie werd door zowel Thomas Bangalter als door Eric Prydz gebruikt in het nummer Call on me. De versie van Bangalter, die de track bedacht had, werd echter nooit uitgebracht. De versie van Prydz werd door Winwood opnieuw ingezongen en daarmee kon de plaat op grote schaal worden uitgebracht en werd een grote hit.
Als studiomuzikant speelde Winwood onder andere mee bij David Gilmour, Talk Talk en Jools Holland. In 2010 ging hij op tournee met Eric Clapton, waarbij ook België en Nederland werden aangedaan.
In 2012 kreeg hij een ster in de Music City Walk of Fame in Nashville.
Hij woont tegenwoordig in Shrewsbury.

## Discografie

### Albums
| Album met eventuele hitnotering(en) in de Nederlandse Album Top 100 | Datum van verschijnen | Datum van binnenkomst | Hoogste positie | Aantal weken | Opmerkingen                  |
| ------------------------------------------------------------------- | --------------------- | --------------------- | --------------- | ------------ | ---------------------------- |
| Arc of a Diver                                                      | 1980                  | 26-08-1980            | 54              | 11           |                              |
| Talking Back to the Night                                           | 1982                  | 14-08-1982            | 3               | 11           |                              |
| Back in the High Life                                               | 1986                  | 12-07-1986            | 6               | 17           |                              |
| Roll with It                                                        | 1988                  | 02-07-1988            | 17              | 12           |                              |
| Refugees of the Heart                                               | 1990                  | 17-11-1990            | 32              | 7            |                              |
| Nine Lives                                                          | 25-04-2008            | 03-05-2008            | 51              | 3            |                              |
| Live from Madison Square Garden                                     | 22-05-2009            | 23-05-2009            | 60              | 2            | met Eric Clapton / livealbum |
| Winwood - Greatest Hits Live                                        | 2017                  | 09-09-2017            | 158             | 2            |                              |

| Album met hitnotering(en) in de Vlaamse Ultratop 200 albums | Datum van verschijnen | Datum van binnenkomst | Hoogste positie | Aantal weken | Opmerkingen                  |
| ----------------------------------------------------------- | --------------------- | --------------------- | --------------- | ------------ | ---------------------------- |
| Junction Seven                                              | 1997                  | 21-06-1997            | 42              | 4            |                              |
| Nine Lives                                                  | 2008                  | 10-05-2008            | 71              | 1            |                              |
| Live from Madison Square Garden                             | 2009                  | 30-05-2009            | 64              | 4            | met Eric Clapton / livealbum |
| Winwood - Greatest Hits Live                                | 2017                  | 09-09-2017            | 98              | 3            |                              |

### Singles
| Single met eventuele hitnotering(en) in de Nederlandse Top 40 | Datum van verschijnen | Datum van binnenkomst | Hoogste positie | Aantal weken | Opmerkingen                                           |
| ------------------------------------------------------------- | --------------------- | --------------------- | --------------- | ------------ | ----------------------------------------------------- |
| While You See a Chance                                        | 1980                  | 07-02-1981            | 10              | 8            | #21 in de Nationale Hitparade / #7 in de TROS Top 50  |
| Night Train                                                   | 1981                  | 30-05-1981            | 35              | 3            | #42 in de Nationale Hitparade / #33 in de TROS Top 50 |
| There's a River                                               | 1981                  | 26-12-1981            | tip15           | -            |                                                       |
| Still in the Game                                             | 1982                  | 14-08-1982            | 17              | 5            | #29 in de Nationale Hitparade / #20 in de TROS Top 50 |
| Higher Love                                                   | 1986                  | 02-08-1986            | 24              | 5            | #26 in de Nationale Hitparade/ met Chaka Khan         |
| Freedom Overspill                                             | 1986                  | 04-10-1986            | tip16           | -            |                                                       |
| Back in the High Life Again                                   | 1987                  | 14-02-1987            | tip3            | -            |                                                       |
| Roll with It                                                  | 1988                  | 18-06-1988            | tip9            | -            |                                                       |
| One and Only Man                                              | 1990                  | 08-12-1990            | tip7            | -            |                                                       |

| Single met hitnotering(en) in de Vlaamse Ultratop 50 | Datum van verschijnen | Datum van binnenkomst | Hoogste positie | Aantal weken | Opmerkingen |
| ---------------------------------------------------- | --------------------- | --------------------- | --------------- | ------------ | ----------- |
| While You See a Chance                               | 1981                  | 28-02-1981            | 8               | 7            |             |
| Night Train                                          | 1981                  | 09-05-1981            | 26              | 4            |             |
| Still in the Game                                    | 1982                  | 14-08-1982            | 17              | 5            |             |
| Back in the High Life Again                          | 1987                  | 28-02-1987            | 18              | 4            |             |
| Spy in the House of Love                             | 1997                  | 07-06-1997            | tip9            | -            |             |

### NPO Radio 2 Top 2000
| Nummers met noteringen in de NPO Radio 2 Top 2000 | '99  | '00  | '01 | '02  | '03  | '04  | '05  | '06  | '07  | '08  | '09  | '10  | '11  | '12  | '13  | '14  | '15  |
| ------------------------------------------------- | ---- | ---- | --- | ---- | ---- | ---- | ---- | ---- | ---- | ---- | ---- | ---- | ---- | ---- | ---- | ---- | ---- |
| Higher Love                                       | -    | 1999 | -   | 1873 | -    | -    | -    | -    | -    | -    | -    | -    | -    | -    | -    | -    | -    |
| While You See a Chance                            | 1238 | 1235 | 884 | 1123 | 1112 | 1213 | 1251 | 1392 | 1313 | 1248 | 1419 | 1352 | 1501 | 1327 | 1451 | 1570 | 1924 |

1. ↑  Een '-' betekent dat het nummer niet was genoteerd en een vetgedrukt getal geeft de hoogste notering van een nummer aan.
2. ↑  Deze tabel is bijgewerkt tot en met de laatste editie (2024).

### Dvd's
| Dvd's met hitnoteringen in de Nederlandse Music Top 30 | Datum van verschijnen | Datum van binnenkomst | Hoogste positie | Aantal weken | Opmerkingen      |
| ------------------------------------------------------ | --------------------- | --------------------- | --------------- | ------------ | ---------------- |
| Live from Madison Square Garden                        | 2009                  | 23-05-2009            | 6               | 34           | met Eric Clapton |